# Riachuelo (escola de samba)
O Grémio Recreativo Escola de Samba Riachuelo é uma escola de samba de Batatais, interior de São Paulo.

## Fundadores
| Sr. Osmani Cesar Campez       |
| Sra. Oneida Batista de Castro |

## Carnavais
| Ano  | Colocação | Enredo                                                                        | Carnavalesco       |
| ---- | --------- | ----------------------------------------------------------------------------- | ------------------ |
| 2010 | 6º lugar  | Ao ressoar do meu tambor, Riachuelo surge em sete cores                       |                    |
| 2011 | 4º lugar  | Da pedra lascada à era informatizada, eis o mistério da escrita               |                    |
| 2012 | 4º lugar  | Estação das flores na Riachuelo! É festa em Holambra: Primavera o ano inteiro | Carlinhos e Murilo |
| 2013 | 5º lugar  | Essências                                                                     |                    |
| 2014 |           |                                                                               |                    |